# Wildcard
Et wildcard er en invitation inden for sport, hvor personer eller hold, der ikke har kvalificeret sig til en turnering, alligevel kan komme med i turneringen. Denne afgørelse foretages typisk af arrangøren.
Uddelingen af wildcards kan enten ske, fordi nogen har meldt afbud til en turnering. Dette er f.eks. sket i håndboldens Champions League. Eller også kan man have besluttet at en vis andel af deltagerne i en turnering findes ved hjælp af wildcards. Dette er f.eks. tilfældet i VM i speedway.
Navnet "wildcard" stammer fra kortspil, hvor visse kort (ofte jokere) i nogle spil kan have valgfri værdi.
| Sport | Spire Denne artikel om sport er en spire som bør udbygges. Du er velkommen til at hjælpe Wikipedia ved at udvide den. |